# Organizzazione Jihad islamica
L'Organizzazione Jihad Islamica (arabo حركة الجهاد الإسلامي) (OJI), già noto come Jihad islamica (الجهاد الإسلامي), era una organizzazione islamista sciita libanese attiva dai primi anni ottanta durante la guerra civile libanese, fino allo scioglimento avvenuto nel 1992.
Si rese responsabile di una serie di rapimenti, omicidi e attentati verso ambasciate e basi militari, il più noto dei quali fu l'attacco compiuto a Beirut il 23 ottobre 1983 che costò la vita a 241 soldati statunitensi e 58 francesi.